# トンガ王国 (1900年-1970年)

トンガ王国
Kingdom of Tonga（英語）
Puleʻanga Fakatuʻi ʻo Tonga（トンガ語）

1900年から1970年までのトンガ王国（トンガおうこく、英語: Kingdom of Tonga）は、イギリスの保護国として統治されていた時期である。

## 歴史
1900年に、独立国であったトンガは、ジョージ・トゥポウ2世が署名した友好条約に基づいて、イギリスの保護国となった。1918年に大流行したスペインかぜの影響を受け、住民の約8%の1,800人が死亡した。1970年に、サローテ・トゥポウ3世の生前に結ばれた条約に基づき、保護国としての統治は終了した。

## ギャラリー

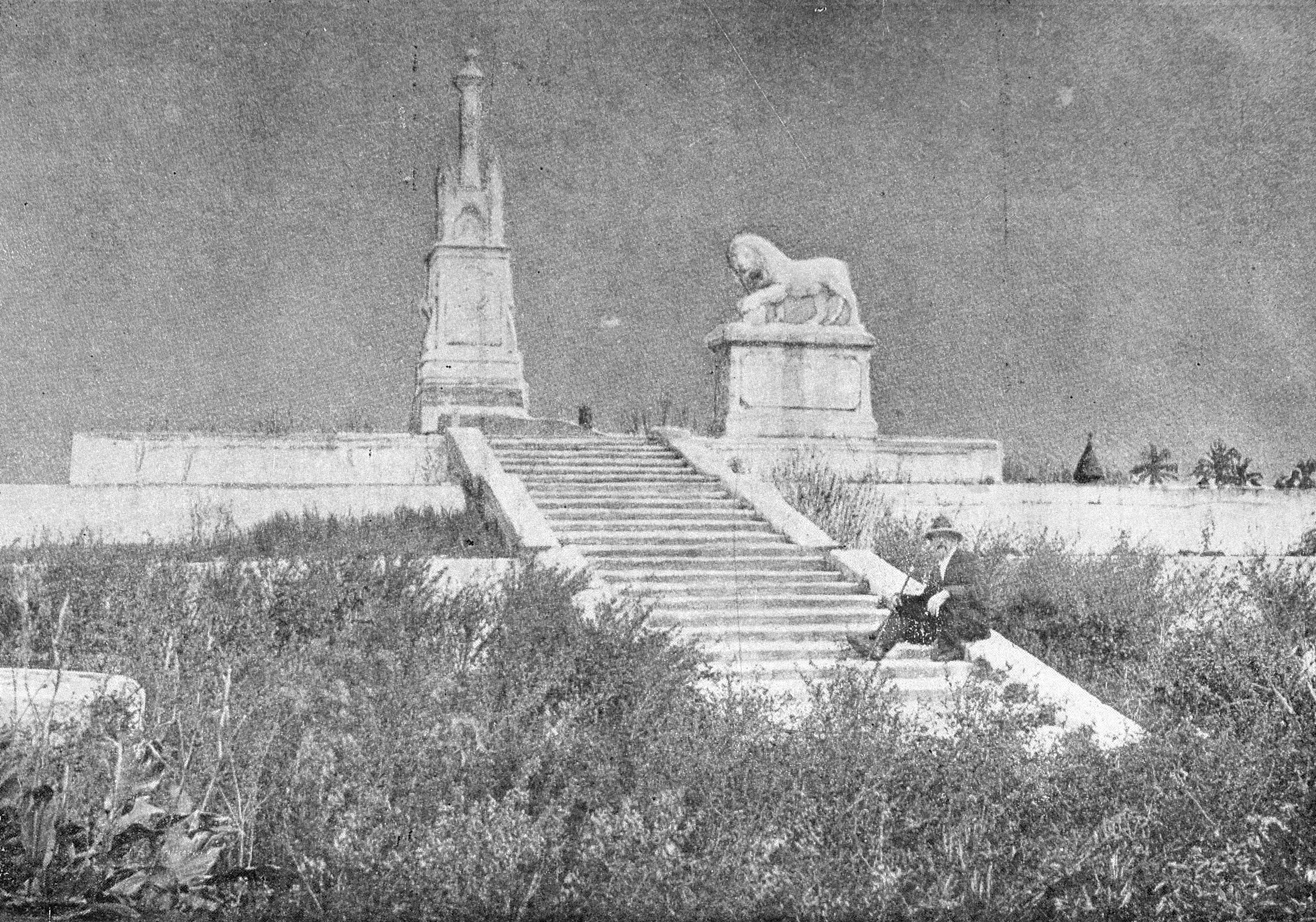
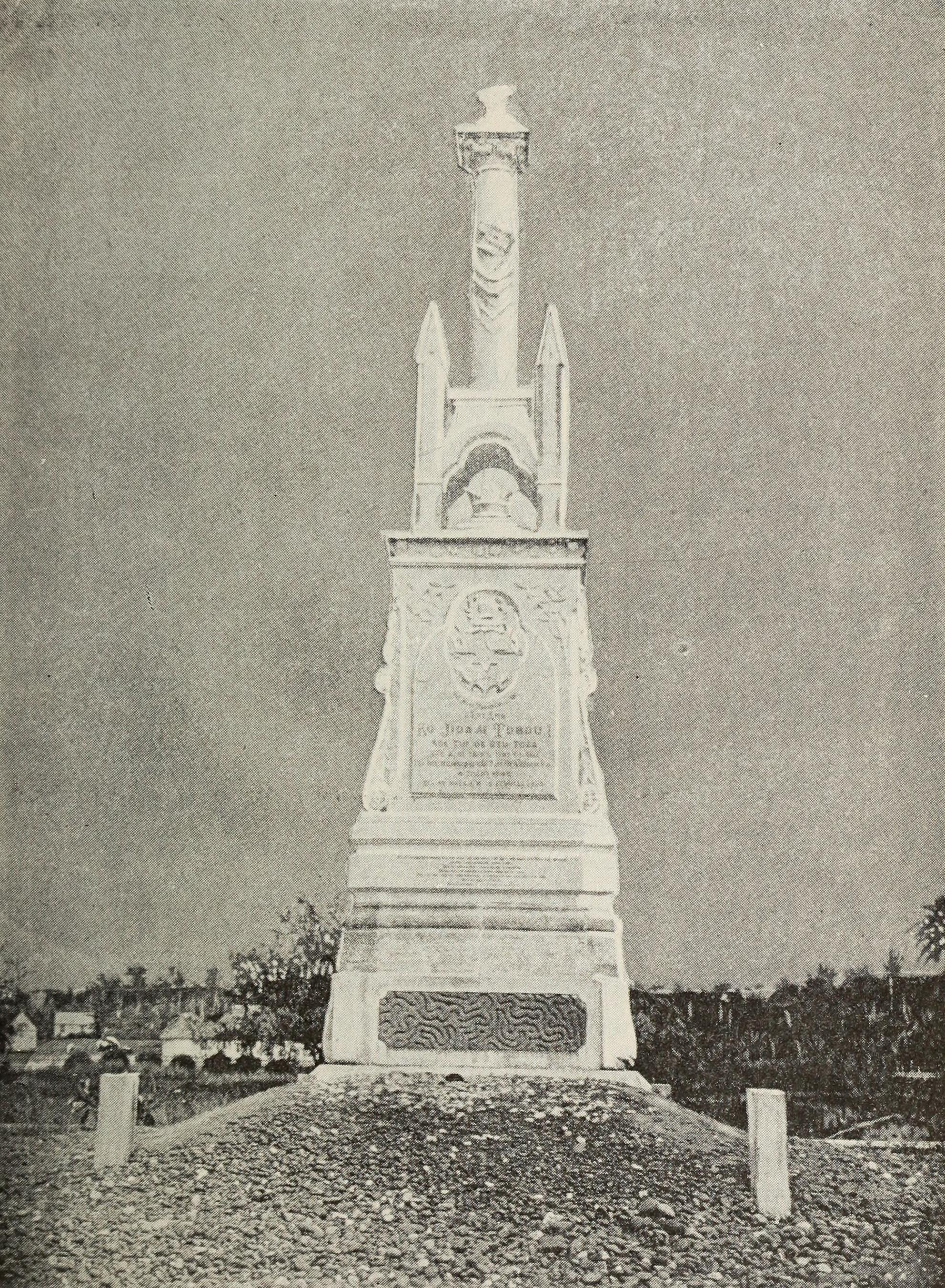
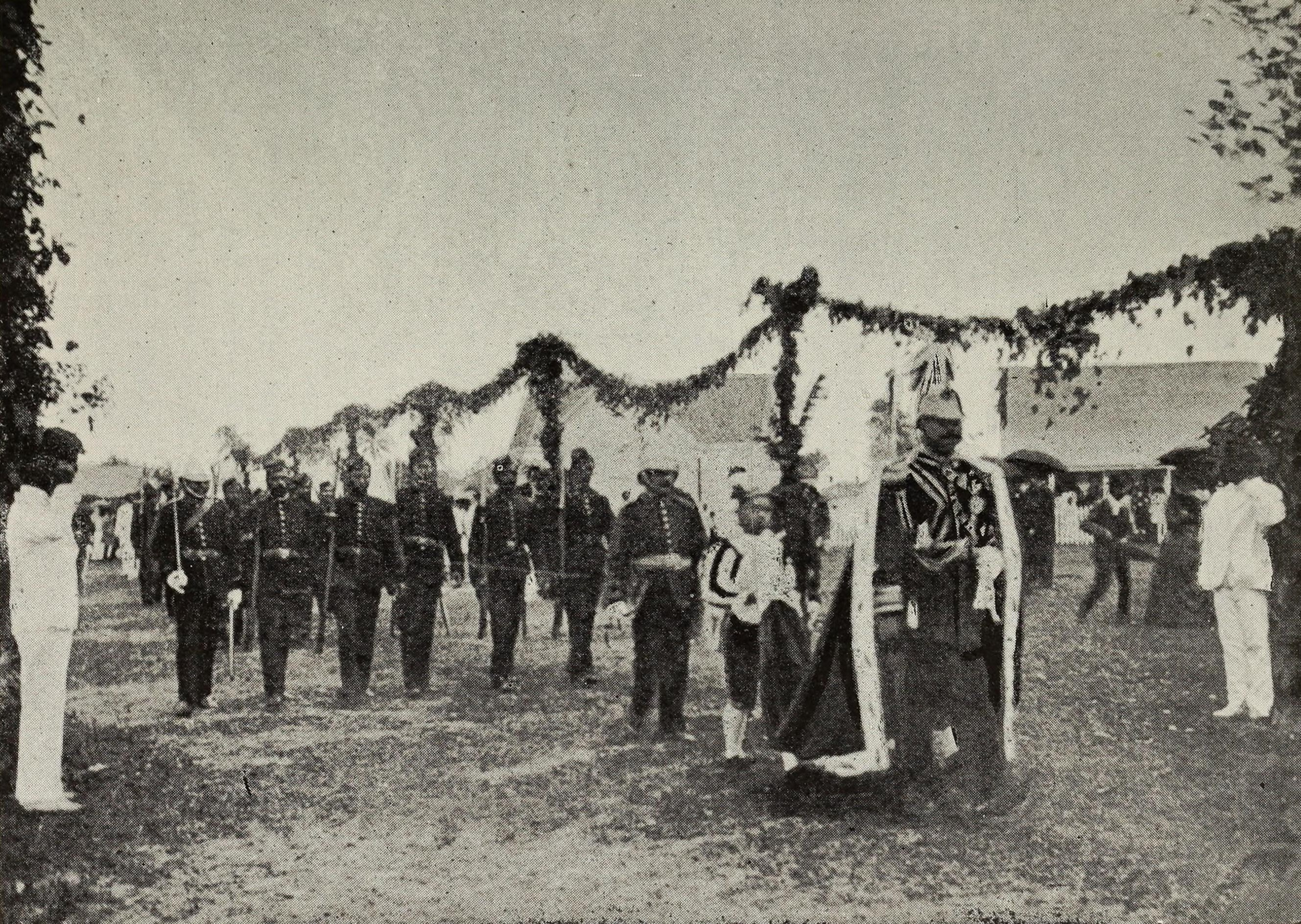
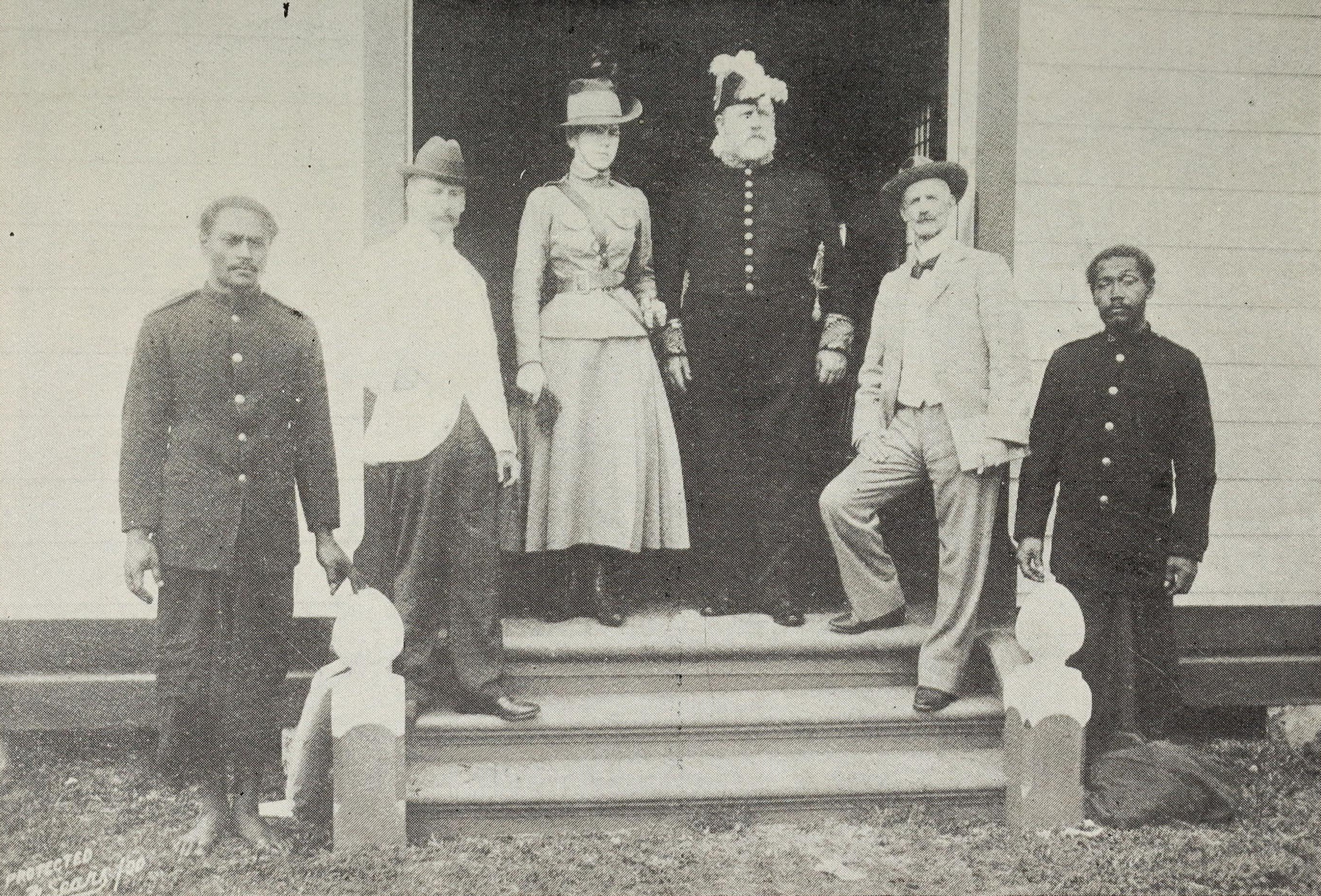
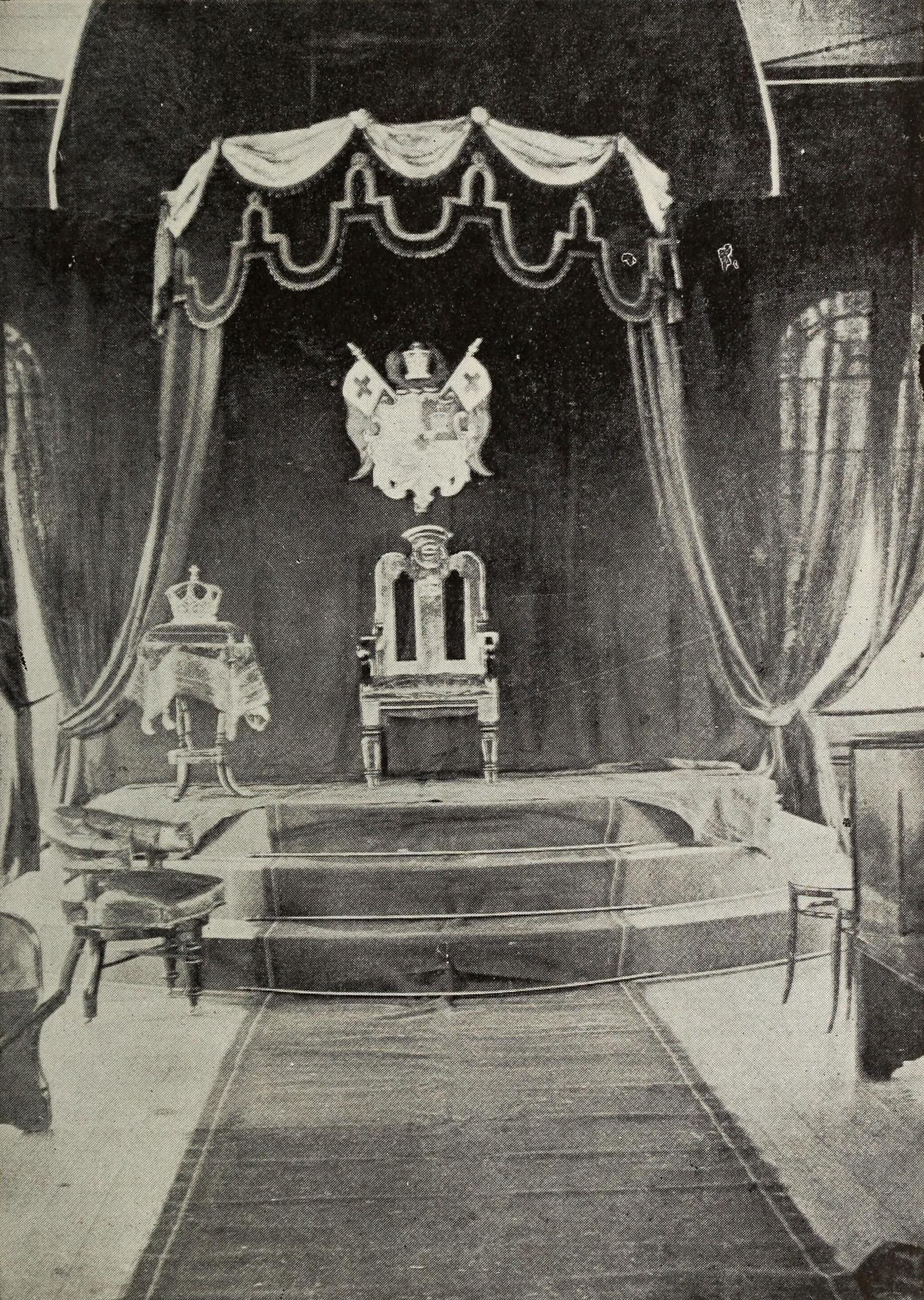
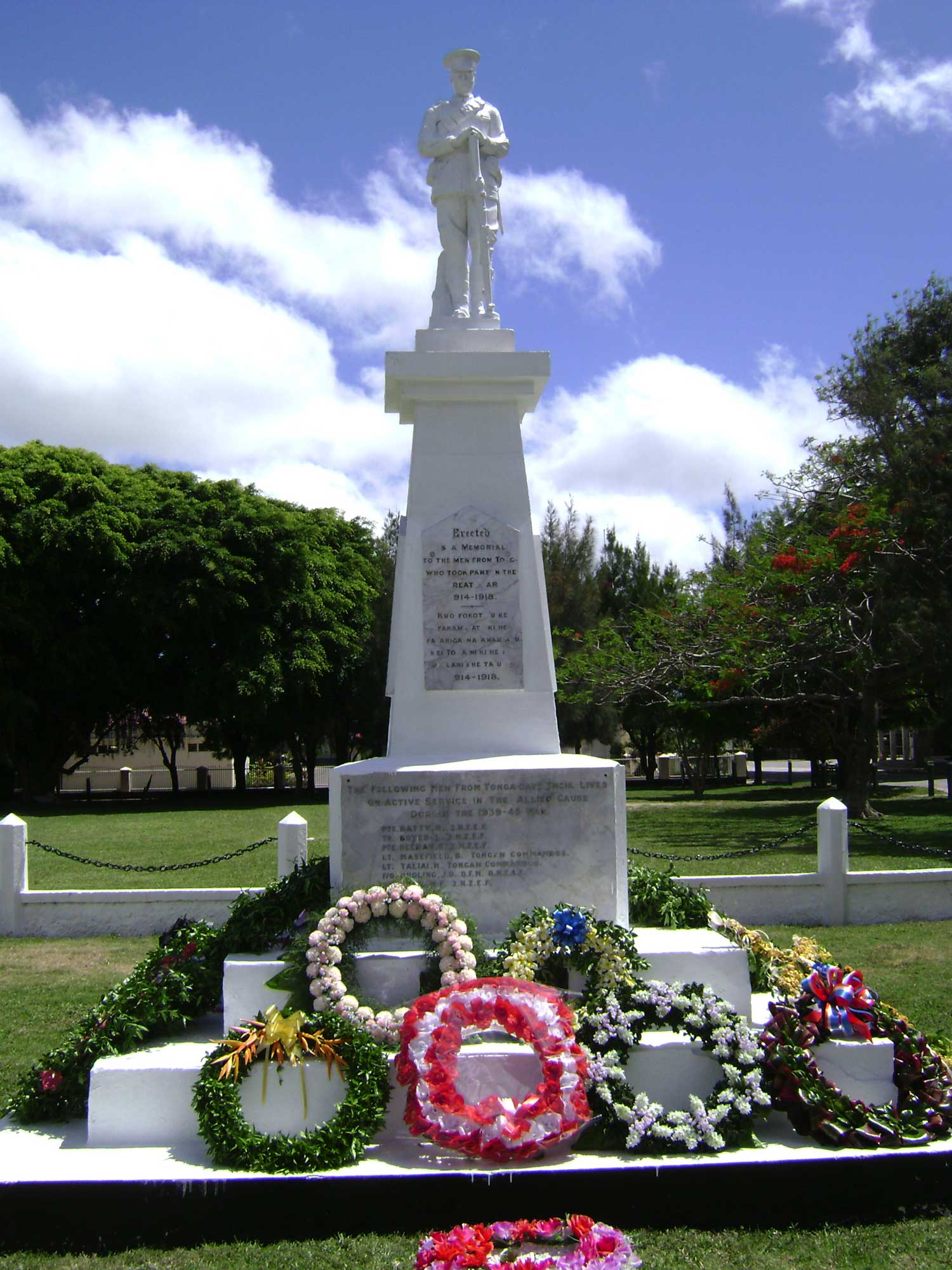
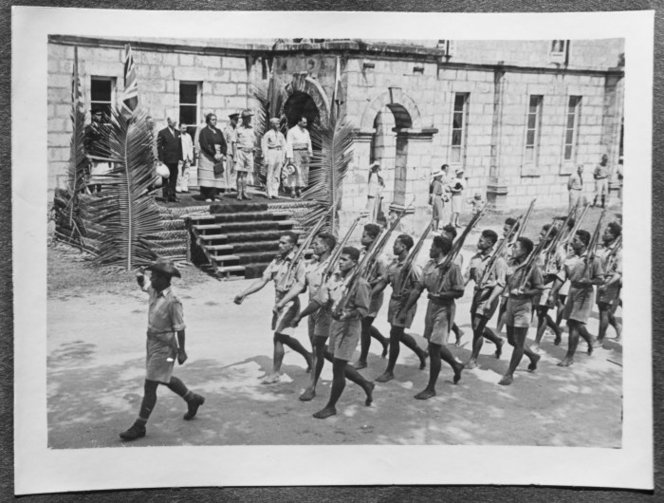
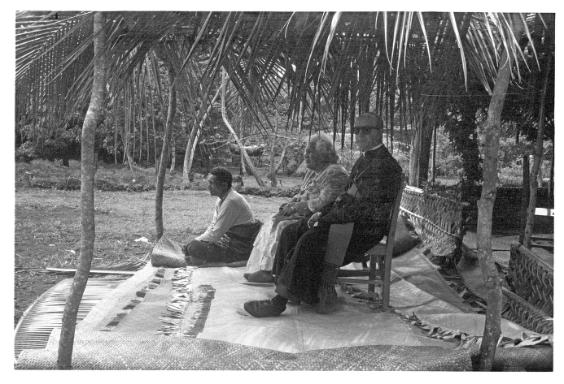